# Microcharops similis
Microcharops similis är en stekelart som först beskrevs av Szepligeti 1906.  Microcharops similis ingår i släktet Microcharops och familjen brokparasitsteklar. Inga underarter finns listade i Catalogue of Life.